# Dragutin Repinc
General bojnik Dragutin Repinc (Zagreb, 19. studenog 1959.), hrvatski general, bivši je zapovjednik Hrvatske kopnene vojske.

## Životopis
Završio je Vojnu akademiju kopnene vojske u Beogradu, Zapovjednu stožernu školu u Hrvatskoj vojsci te Zapovjednu stožernu školu kopnene vojske u SAD-u.
Završio je i više različitih tečajeva u zemlji i inozemstvu. Obnašao je različite dužnosti u Oružanim snagama Republike Hrvatske, a najznačajnije među njima su: savjetnik za operativno i ratno planiranje u Operativnoj zoni Zagreb, zapovjednik Časničke škole, načelnik stožera Hrvatske kopnene vojske i načelnik Uprave za planiranje u Glavnom stožeru Oružanih snaga.
Bio je voditelj kolegija Operativno umijeće i neratne operacije u Ratnoj školi OSRH "Ban Josip Jelačić" i vanjski suradnik i urednik područja Vojništvo za Hrvatsku opću enciklopediju.
Odlikovan je s više odlikovanja, među kojima je i Red kneza Branimira i Red bana Jelačića. Od 2005. do 2007. bio je zapovjednik misije UN-a u Indiji i Pakistanu (UNMOGIP), te je bio najviše pozicionirani hrvatski časnik u misijama UN.
Imenovan je zapovjednikom Hrvatske kopnene vojske 11. srpnja 2011.
Oženjen je te otac dvoje djece.

## Vojna odlikovanja i medalje
- 1994. - Spomenica domovinskog rata
- 1995. - medalja Oluja[3]
- 1996. - Red hrvatskog pletera
- 1999. - Red hrvatskog trolista
- 1999. - Spomenica domovinske zahvalnosti
- 2002. - Spomenica domovinske zahvalnosti
- 2006. - Red bana Jelačića
- 2008. - Red kneza Branimira